# Bildhelligkeit
Der Begriff der Bildhelligkeit kann als Beleuchtungsstärke E (Einheit Lux oder Lumen/m²) in der Bildebene eines abbildenden Systems
oder als Grauwert (Einheitenlos, bei 8 Bit Graustufen ein Wert zwischen 0 und 255) bei einem digitalen Bild interpretiert werden.
Für die subjektive Qualität eines Bildes ist neben der Bildhelligkeit vor allem ein ausreichender Kontrast notwendig.
Mathematisch kann die Bildhelligkeit eines Grauwertbildes als Mittelwert aller Grauwerte, der Kontrast als Varianz aller Grauwerte definiert werden.